# Aritmetička funkcija
U teoriji brojeva, aritmetička funkcija je svaka matematička funkcija {\displaystyle f(n)} čija je domena skup prirodnih brojeva {\displaystyle \mathbb {N} }, a kodomena neki podskup skupa kompleksnih brojeva {\displaystyle \mathbb {C} } pa se piše kratko {\displaystyle f:\mathbb {N} \rightarrow \mathbb {C} }. Uobičajeno je da aritmetička funkcija iskazuje neko svojstvo prirodnih brojeva.
Primjera aritmetičkih funkcija ima mnogo, a neke od njih su broj djelitelja {\displaystyle \sigma (n)}, najveće cijelo (pod, antje) {\displaystyle f(n)=\lfloor n\rfloor } koja daje najveći cijeli broj koji nije veći od n te funkcija najmanje cijelo (strop) {\displaystyle f(n)=\lceil n\rceil } koja daje najmanji cijeli broj koji nije manji od n te funkcija koja broji proste brojeve u oznaci {\displaystyle \pi (n)}.

## Multiplikativne i aditivne funkcije
Kažemo da je funkcija:
- aditivna, ako je {\displaystyle f(mn)=f(m)+f(n)} za svake m, n uzajamno proste, odnosno da je totalno aditivna ako to vrijedi za sve elemente njezine domene.
- multiplikativna, ako je {\displaystyle f(1)=1} te {\displaystyle f(mn)=f(m)f(n)} za svake m, n uzajamno proste, odnosno da je totalno multiplikativna ako to svojstvo vrijedi za sve elemente njezine domene.[5]